# Landkreis Wolfach
Der Landkreis Wolfach war ein Landkreis in Baden-Württemberg, der im Zuge der Kreisreform am 1. Januar 1973 aufgelöst wurde.

## Geografie

### Lage
Der Landkreis Wolfach befand sich im Südwesten Baden-Württembergs.
Geografisch liegt der ehemalige Landkreis Wolfach vollständig im Schwarzwald. Die Kreisstadt lag etwa in der Mitte des Landkreises.

### Nachbarkreise
Seine Nachbarkreise waren 1972 im Uhrzeigersinn beginnend im Norden Offenburg, Freudenstadt, Rottweil, Villingen-Schwenningen, Emmendingen und Lahr.

## Geschichte
Das Gebiet des späteren Landkreises Wolfach gehörte vor 1800 zu verschiedenen Herrschaften, darunter hauptsächlich den Fürsten von Fürstenberg. 1803 kam das Gebiet an Baden, das zunächst mehrere Ämter, darunter die Ämter bzw. Bezirksämter Haslach und Wolfach bildete, die später, wie das 1810 von Württemberg wieder erworbene Amt Hornberg, zum Landeskommissärbezirk Freiburg gehörten. 1857 wurden die Bezirksämter Haslach und Hornberg aufgelöst. Die Gemeinden des Amtes Haslach sowie die Gemeinde Kirnbach des Amtes Hornberg wurden dem Bezirksamt Wolfach, die restlichen Gemeinden des Amtes Hornberg dem Bezirksamt Triberg zugeordnet. 1864 kam auch noch Gutach zum Bezirksamt Wolfach. 1924 wurde das Bezirksamt Triberg aufgelöst. Dadurch erhielt das Bezirksamt Wolfach weitere Gemeinden. Ebenso erhielt es 1936 einige Gemeinden des Bezirksamtes Offenburg, als dieses durch die Auflösung des Bezirksamtes Oberkirch vergrößert worden war. Aus dem vergrößerten Bezirksamt Wolfach entstand dann 1939 der Landkreis Wolfach, der noch zwei weitere Gemeinden vom Landkreis Lahr bzw. Offenburg erhielt. 1945 gab er jedoch die Gemeinde Prinzbach wieder an den Landkreis Lahr zurück.
Nach der Bildung des Landes Baden-Württemberg 1952 gehörte der Landkreis Wolfach zum Regierungsbezirk Südbaden. Mit Wirkung vom 1. Januar 1973 wurde der Landkreis Wolfach aufgelöst. Seine Gemeinden gingen zum Großteil im neu gebildeten Ortenaukreis auf, der damit Rechtsnachfolger des Landkreises Wolfach wurde. Vier Gemeinden im südöstlichen Kreisgebiet kamen jedoch zum vergrößerten Landkreis Rottweil, zwei weitere Gemeinden im Nordosten an den vergrößerten Landkreis Freudenstadt.

### Einwohnerentwicklung
Alle Einwohnerzahlen sind Volkszählungsergebnisse.
| Jahr               | Einwohner |
| ------------------ | --------- |
| 17. Mai 1939       | 42.126    |
| 13. September 1950 | 47.199    |

| Jahr         | Einwohner |
| ------------ | --------- |
| 6. Juni 1961 | 52.742    |
| 27. Mai 1970 | 57.262    |

## Politik

### Landrat
Die Oberamtmänner bzw. Landräte des Bezirksamts bzw. Landkreises Wolfach 1810–1972:
| - 1810–1813: Johann Karl Friedrich Eckhard - 1813–1824: Georg Knupfer - 1824–1832: Kaspar Müller - 1832–1848: Franz Xaver Fernbach - 1848:0 Joseph Rieder - 1848–1850: Makarius Felleisen - 1850–1857: Joseph Mallebrein - 1857–1861: Friedrich von Krafft-Ebing - 1861–1864: Oktav Saur - 1864–1869: Wilhelm Schupp - 1869–1880: Joseph Seidenspinner - 1880–1884: Otto Beck - 1884–1890: Robert Benckiser | - 1890–1893: Edmund Lang - 1893–1897: Julius Becker - 1897–1900: Otto Flad - 1900–1905: Karl Mayer - 1905–1908: Adolf Bauer - 1909–1916: Friedrich Föhrenbach - 1917–1928: Camill Hofheinz - 1928–1935: Theodor Leutwein - 1935–1936: Max Dittler - 1936–1945: Ludwig Wagner - 1945–1946: Hans Seydel - 1946–1965: Ludwig Heß - 1965–1972: Werner Ackenheil |

### Wappen
Das Wappen des Landkreises Wolfach zeigte in von Schwarz und Gold schräglinks geteiltem Schild einen aufgelegten stehenden roten Doppelhaken (Wolfsangel). Das Wappen wurde dem Landkreis Wolfach am 30. März 1960 vom Innenministerium Baden-Württemberg verliehen.
Der Doppelhaken wurde dem Wappen der Kreisstadt Wolfach entnommen, die wiederum als „redendes“ Wappen den Wolfshaken der ehemaligen Herren von Wolfach führt. Die Schildfarben entsprechen den baden-württembergischen Landesfarben.

## Wirtschaft und Infrastruktur

### Verkehr
Durch das Kreisgebiet führte keine Bundesautobahn. Lediglich die Bundesstraßen 33, 294 und 462 sowie mehrere Kreisstraßen erschlossen das Kreisgebiet.

## Gemeinden
Zum Landkreis Wolfach gehörten ab 1939 zunächst 31 Gemeinden, davon 6 Städte. 1945 wurde die Gemeinde Prinzbach an den Landkreis Lahr zurückgegeben.
Am 7. März 1968 stellte der Landtag von Baden-Württemberg die Weichen für eine Gemeindereform. Mit dem Gesetz zur Stärkung der Verwaltungskraft kleinerer Gemeinden war es möglich, dass sich kleinere Gemeinden freiwillig zu größeren Gemeinden vereinigen konnten. Den Anfang im Landkreis Wolfach machte am 1. Juli 1971 die Gemeinde Einbach, die sich mit der Stadt Hausach vereinigte. In der Folgezeit reduzierte sich die Zahl der Gemeinden stetig, bis der Landkreis Wolfach schließlich am 1. Januar 1973 aufgelöst wurde.
Die größte Gemeinde des Landkreises war die Stadt Haslach im Kinzigtal. Die kleinste Gemeinde war Oberentersbach.
In der Tabelle stehen die Gemeinden des Landkreises Wolfach vor der Gemeindereform. Die Einwohnerangaben beziehen sich auf die Volkszählungsergebnisse in den Jahren 1961 und 1970.
| frühere Gemeinde            | heutige Gemeinde         | heutiger Landkreis | Einwohner am 6. Juni 1961 | Einwohner am 27. Mai 1970 |
| --------------------------- | ------------------------ | ------------------ | ------------------------- | ------------------------- |
| Bad Rippoldsau              | Bad Rippoldsau-Schapbach | Freudenstadt       | 1.228                     | 1.359                     |
| Biberach                    | Biberach                 | Ortenaukreis       | 2.202                     | 2.475                     |
| Bollenbach                  | Haslach im Kinzigtal     | Ortenaukreis       | 487                       | 500                       |
| Einbach                     | Hausach                  | Ortenaukreis       | 747                       | 751                       |
| Fischerbach                 | Fischerbach              | Ortenaukreis       | 1.016                     | 1.264                     |
| Gutach (Schwarzwaldbahn)    | Gutach (Schwarzwaldbahn) | Ortenaukreis       | 2.391                     | 2.447                     |
| Haslach im Kinzigtal, Stadt | Haslach im Kinzigtal     | Ortenaukreis       | 5.189                     | 5.638                     |
| Hausach, Stadt              | Hausach                  | Ortenaukreis       | 3.592                     | 4.300                     |
| Hofstetten                  | Hofstetten               | Ortenaukreis       | 767                       | 902                       |
| Hornberg, Stadt             | Hornberg                 | Ortenaukreis       | 4.233                     | 4.252                     |
| Kaltbrunn                   | Schenkenzell             | Rottweil           | 546                       | 612                       |
| Kinzigtal                   | Wolfach                  | Ortenaukreis       | 1.146                     | 1.106                     |
| Kirnbach                    | Wolfach                  | Ortenaukreis       | 809                       | 781                       |
| Lehengericht                | Schiltach                | Rottweil           | 1.089                     | 1.008                     |
| Mühlenbach                  | Mühlenbach               | Ortenaukreis       | 1.465                     | 1.566                     |
| Niederwasser                | Hornberg                 | Ortenaukreis       | 417                       | 361                       |
| Nordrach                    | Nordrach                 | Ortenaukreis       | 1.846                     | 1.870                     |
| Oberentersbach              | Zell am Harmersbach      | Ortenaukreis       | 184                       | 160                       |
| Oberharmersbach             | Oberharmersbach          | Ortenaukreis       | 2.222                     | 2.381                     |
| Oberwolfach                 | Oberwolfach              | Ortenaukreis       | 2.427                     | 2.611                     |
| Reichenbach                 | Hornberg                 | Ortenaukreis       | 730                       | 776                       |
| Schapbach                   | Bad Rippoldsau-Schapbach | Freudenstadt       | 1.402                     | 1.564                     |
| Schenkenzell                | Schenkenzell             | Rottweil           | 1.537                     | 1.693                     |
| Schiltach, Stadt            | Schiltach                | Rottweil           | 2.969                     | 3.099                     |
| Steinach                    | Steinach                 | Ortenaukreis       | 2.021                     | 2.278                     |
| Unterentersbach             | Zell am Harmersbach      | Ortenaukreis       | 479                       | 512                       |
| Unterharmersbach            | Zell am Harmersbach      | Ortenaukreis       | 1.826                     | 2.028                     |
| Welschensteinach            | Steinach                 | Ortenaukreis       | 1.084                     | 1.170                     |
| Wolfach, Stadt              | Wolfach                  | Ortenaukreis       | 3.952                     | 4.594                     |
| Zell am Harmersbach, Stadt  | Zell am Harmersbach      | Ortenaukreis       | 2.739                     | 3.204                     |

## Kfz-Kennzeichen
Am 1. Juli 1956 wurde dem Landkreis bei der Einführung der bis heute gültigen Kfz-Kennzeichen das Unterscheidungszeichen WOL zugewiesen. Es wurde bis zum 31. Dezember 1972 ausgegeben. Seit dem 31. März 2014 ist es aufgrund der Kennzeichenliberalisierung im Ortenaukreis erhältlich. Seit dem 19. Februar 2018 ist es auch im Landkreis Freudenstadt erhältlich.